# Ehrenzeichen für Körperkultur und Sport der Deutschen Demokratischen Republik
Das Ehrenzeichen für Körperkultur und Sport der Deutschen demokratischen Republik war eine staatliche Auszeichnung  der Deutschen Demokratischen Republik (DDR), welche in Form einer tragbaren Medaille verliehen wurde.

## Geschichte
Die Medaille wurde am 23. Juli 1969 zunächst in einer Stufe gestiftet. Ihre Verleihung erfolgte für hervorragende Verdienste und langjährige erfolgreiche Tätigkeit bei der Entwicklung der Körperkultur und des Sportwesens in der DDR, insbesondere für Verdienste um die Vervollkommnung der Planung, Leitung und Organisation beider Bereiche, die zur Förderung des internationalen Ansehens des Sports der DDR beitrugen. Jährlich wurden höchstens 40 Medaillen verliehen; bei Kollektiven von nicht mehr als fünf Mitgliedern erhielt jedes Mitglied eine Medaille.

## Aussehen und Tragweise
Die Bezeichnung Medaille ist bei diesem Ehrenzeichen ein wenig verwirrend, da die Form eines 41 mm breiten gebogenen Lorbeerzweiges nachempfunden wurde, welches vom Betrachter aus von rechts kommend nach links ausläuft. Mittig ist das 12,5 mm durchmessende Staatswappen der DDR bestehend aus einem schwarzen Ring mit Hammer und Zirkel auf rotem Grund (in Emaille) erkennbar, ab 1972 dann lackiert. Das Revers der Medaille ist glatt. Getragen wurde die Medaille an einer fünfeckigen pentagonalen 24 mm breiten blau bezogenen Spange mit zwei senkrechten 4 mm breiten silberweißen Mittelstreifen die 2 mm vom Saum entfernt eingewebt wurden. Die Interimsspange ist von gleicher Beschaffenheit, allerdings 33 × 13 mm groß. Die senkrechten weißen Streifen sind allerdings 6 mm breit und stehen 4 mm vom Saum entfernt. Zusätzlich zeigt die Interimsspange die 28 mm große aufgelegte Miniatur des Ordenszeichens. Zunächst wurde die Medaille auf der rechten und ab 1978 dann auf der linken oberen Brustseite getragen.